# Anquínoe
En la mitologia grega, Anquínoe (en grec antic: Ἀχιρρόη) o Anquírroe (grec antic: Ἀγχινόη o Ἀχινόη) va ser una nàiada filla del déu Nil, esposa de Belos, i mare d'Egipte i de Dànau, als quals de vegades s'afegeixen Cefeu i Fineu.